# Pogonomys macrourus
Pogonomys macrourus е вид бозайник от семейство Мишкови (Muridae).

## Разпространение
Видът е разпространен в Индонезия и Папуа Нова Гвинея.